# Алексеј Саврашенко
Алексеј Саврашенко (рођен 28. фебруара 1979. године у Краснодару) је бивши руски кошаркаш. Играо је на позицији центра и за велики број клубова и то у Грчкој и Русији. Такође, био је дугогодишњи репрезентативац Руске репрезентације.

## Каријера
Због тога шту му је мајка Гркиња први сениорски клуб за који наступа је Олимпијакос. Шта више поред руског поседује и грчко држављанство, а име у грчком пасошу му је Alexis Amanatidis. Већ на самом старту каријере успева са Олимпијакосом да дође до титуле Евролиге као и трипле круне у сезони 1996/97. У Олимпијкосу је играо све до 2002. године, са тим да је једну сезону провео у Перистерију. Након тога низ година је играо у ЦСКА из Москве. Тамо успева поред домаћих титула да освоји још два пута Евролигу. Након тога до краја своје каријере је променио још неколико руских клубова, али без значајнијих резултатских успеха. Каријеру је завршио 2013. године у родном Краснодару у екипи Локомотиве, са којом осваја Еврокуп.

### Репрезентација
Од 2001. до 2007. године био је стандардни члан кошаркашке репрезентације Русије. Највећи успех постиже 2007. освајањем златне медаље на Европском првенству у Шпанији, и то победом над Шпанијом у финалу. Финале је одлучио кош Холдена неколико секунди пре краја, а Саврашенко је током тог првенства просечно постизао 6,4 поена уз 2,6 скокова.

## Трофеји

### Репрезентативни
- Европско првенство:  2007

### Клупски
- Евролига (3): 1997, 2006, 2007.
- Грчка лига (2): 1996, 1997.
- Куп Грчке (2): 1997, 2002.
- Првенство Русије (6): 2003, 2004, 2005, 2006, 2007, 2008.
- Еврокуп (1): 2013.